# Pass-to-Userspace Framework File System
Pass-to-Userspace Framework File System (puffs) とは、ユーザ空間でファイルシステムを起動するために開発された、NetBSDカーネルのサブシステムである。NetBSDの5.0リリースに追加され、DragonFly BSDの3.2リリースに移植された。

## FUSEとの互換性
NetBSD 5.0のpuffsには、libfuse高レベルインタフェースを再実装したrefuseが含まれている。ただしファイルシステムの中には低レベルインタフェースやカーネルFUSEインタフェースを利用するものもあるため、refuseではそれらのファイルシステムのサポートは不可能である。
NetBSD 6.0ではperfuseによってその制約に対処している。perfuseはFUSEカーネルインタフェースをエミュレートする新しい互換レイヤーである。